# 桜台 (伊勢原市)
桜台（さくらだい）は、神奈川県伊勢原市の町名。住居表示実施済み。現行行政地名は、桜台一丁目から五丁目。面積は89.49ha。

## 地理
小田急電鉄伊勢原駅の駅敷地の大部分及び南側の市街地及び住宅地にあたる。北で小田急の線路越しに伊勢原、北東で池端、東で沼目、南で上平間・下平間、西で東大竹と接している。東側に隣接する沼目との境界付近には工業用地も見られる。

### 地価
住宅地の地価は、2023年（令和5年）1月1日の公示地価によれば、桜台1-41-37の地点で14万円/m2、桜台2-26-11の地点で14万8000円/m2、桜台4-8-30の地点で12万2000円/m2、となっている。

## 世帯数と人口
2023年（令和5年）9月1日現在（伊勢崎市発表）の世帯数と人口は以下の通りである。
| 丁目       | 世帯数 | 人口    |
| ---------- | ------ | ------- |
| 桜台一丁目 |        | 2,364人 |
| 桜台二丁目 |        | 1,950人 |
| 桜台三丁目 |        | 1,488人 |
| 桜台四丁目 |        | 1,332人 |
| 桜台五丁目 |        | 1,336人 |
| 計         |        | 8,470人 |

### 人口の変遷
国勢調査による人口の推移。
| 年                 | 人口  |
| ------------------ | ----- |
| 1995年（平成7年）  | 8,501 |
| 2000年（平成12年） | 8,454 |
| 2005年（平成17年） | 8,529 |
| 2010年（平成22年） | 8,118 |
| 2015年（平成27年） | 8,132 |
| 2020年（令和2年）  | 8,892 |

### 世帯数の変遷
国勢調査による世帯数の推移。
| 年                 | 世帯数 |
| ------------------ | ------ |
| 1995年（平成7年）  | 3,654  |
| 2000年（平成12年） | 3,825  |
| 2005年（平成17年） | 3,972  |
| 2010年（平成22年） | 3,871  |
| 2015年（平成27年） | 4,035  |
| 2020年（令和2年）  | 4,555  |

## 学区
市立小・中学校に通う場合、学区は以下の通りとなる（2016年12月時点）。
| 丁目       | 番地 | 小学校               | 中学校                 |
| ---------- | ---- | -------------------- | ---------------------- |
| 桜台一丁目 | 全域 | 伊勢原市立桜台小学校 | 伊勢原市立伊勢原中学校 |
| 桜台二丁目 | 全域 | 伊勢原市立桜台小学校 | 伊勢原市立伊勢原中学校 |
| 桜台三丁目 | 全域 | 伊勢原市立桜台小学校 | 伊勢原市立伊勢原中学校 |
| 桜台四丁目 | 全域 | 伊勢原市立桜台小学校 | 伊勢原市立伊勢原中学校 |
| 桜台五丁目 | 全域 | 伊勢原市立桜台小学校 | 伊勢原市立伊勢原中学校 |

## 事業所
2021年（令和3年）現在の経済センサス調査による事業所数と従業員数は以下の通りである。
| 丁目       | 事業所数  | 従業員数 |
| ---------- | --------- | -------- |
| 桜台一丁目 | 327事業所 | 2,666人  |
| 桜台二丁目 | 60事業所  | 459人    |
| 桜台三丁目 | 62事業所  | 450人    |
| 桜台四丁目 | 29事業所  | 417人    |
| 桜台五丁目 | 15事業所  | 62人     |
| 計         | 493事業所 | 4,054人  |

### 事業者数の変遷
経済センサスによる事業所数の推移。
| 年                 | 事業者数 |
| ------------------ | -------- |
| 2016年（平成28年） | 483      |
| 2021年（令和3年）  | 493      |

### 従業員数の変遷
経済センサスによる従業員数の推移。
| 年                 | 従業員数 |
| ------------------ | -------- |
| 2016年（平成28年） | 3,890    |
| 2021年（令和3年）  | 4,054    |

## 交通

### 鉄道
- 小田急電鉄小田原線 - 伊勢原駅が当地内北辺に存在する。

### バス
- 神奈川中央交通

### 道路
- 神奈川県道44号伊勢原藤沢線
- 神奈川県道61号平塚伊勢原線

## 施設
- 伊勢原市立伊勢原中学校
- 伊勢原市立桜台小学校
- 伊勢原桜台郵便局
- 藤田電機製作所伊勢原事業所

## 史跡
- 善光院三福寺

## その他

### 日本郵便
- 郵便番号 : 259-1132[3]（集配局 : 伊勢原郵便局[15]）。